# 通用設計
通用設計又名全民設計、全方位設計或是通用化設計，是指無須改良或特別設計就能為所有人使用的產品、環境及通訊。除了考量身障者和其他弱勢使用族群，也顧及一般人的使用情況及需求，不僅考量使用者的使用情形，還顧慮到使用時的心理感受。在學術領域，“Universal Design”還有一個名稱為“共用性设计”。

## 演進歷史
通用設計的演進始於1950年代，當時人們開始注意殘障問題。
在日本、歐洲及美國，「無障礙空間設計」（barrier-free design）為身體障礙者除去了存在環境中的各種障礙。在1970年代時，歐洲及美國一開始是採用「廣泛設計」（accessible design），針對在不良於行的人士在生活環境上之需求，並不是針對產品。
當時一位美國建築師麥可·貝奈（Michael Bednar）提出：撤除了環境中的障礙後，每個人的官能都可獲得提升。他認為建立一個超越廣泛設計且更廣泛、全面的新觀念是必要的。也就是說廣泛設計一詞並無法完整說明他們的理念。
1987年，美國設計師羅納德·麥斯（Ronald L. Mace）開始大量的使用「通用設計」一詞，並設法定義它與「廣泛設計」的關係。他表示，「通用設計」不是一項新的學科或風格，或是有何獨到之處。它需要的只是對需求及市場的認知，以及以清楚易懂的方法，讓我們設計及生產的每件物品都能在最大的程度上被每個人使用。
他並說「通用」（universal）一詞並不理想，更準確地說，「Design for All」（DfA, 泛用設計）是一種設計方向，讓產品能在不借外力做特別調整下，被更多人使用。在1990年中期，羅納德·麥斯與一群設計師為「全民設計」訂定了七項原則。

## 七項原則
1. 公平使用(Equitable Use)：該設計對任何使用者都不會造成使用上的使用困難。
2. 彈性使用(Flexibility in Use)：具有能夠對應各種使用者與使用環境的彈性，在使用上都有高度的彈性，可供自由選擇；老、殘、婦、孺與正常人，想使用左手或右手操作，都能方便使用。
3. 簡易及直覺使用(Simple and intuitive)：不論使用者的經驗、知識、語言能力或集中力如何，該設計在使用上憑直覺就能了解如何使用。
4. 容易理解的信息(Perceptible Information)：不論周圍狀況或使用者感官能力如何，該設計都能有效地對使用者傳達了必要的資訊。
5. 容許錯誤(Tolerance for Error)：該設計將危險及因意外或不經意的動作所導致的不利後果降至最低。
6. 省力(Low Physical Effort)：該設計可以有效、不增加負擔、舒適地以最不費力方式使用。
7. 適當的尺寸及空間供使用(Size and Space for Approach and use)：不論使用者體型、姿勢或移動性如何，該設計提供了適當的大小及空間供操作及使用，且無障礙化。

三項附則
1. 可長久使用，具經濟性
2. 品質優良且美觀
3. 對人體及環境無害

## 外部連結
- 通用設計中心網頁 （英文）